# 雷卡米耶夫人像
《雷卡米耶夫人像》（Portrait of Madame Récamier）是法国艺术家雅克-路易·大卫的一幅油画作品，绘于1800年。现藏于巴黎卢浮宫。这幅巴黎社会名流雷卡米耶夫人的肖像 是时髦的新古典主義风格。

## 內容
在画中，夫人身穿简单风格的连衣裙，斜靠在沙发上，几乎光着双臂，留着短发。他于1800年5月开始作画，而弗朗索瓦·热拉尔（François Gérard）也获得委托，画同一人的肖像。热拉尔的朱丽叶·雷卡米耶像（朱丽叶·雷卡米耶像）完成于1802年。1814年，让·奥古斯特·多米尼克·安格尔所画的《大宫女》也采用了这个斜靠的姿势。
勒内·马格里特在他的画作《透视：大卫的雷卡米耶夫人》（Perspective: Madame Récamier by David）中，嘲述了大卫的画作，画了一个棺材，现藏于加拿大国立美术馆。